# Marmara pomonella
The Apple Fruitminer (Marmara pomonella) là một loài bướm đêm thuộc họ Gracillariidae. Nó được tìm thấy ở Canada và Hoa Kỳ (Oregon và Maine).
Ấu trùng ăn các loài Malus (bao gồm Malus pumila và các loài Malus sylvestris) và Pyrus.